# Jazz Chants
Jazz Chants — упражнения для аудиторной (или самостоятельной) работы, которые заключаются в ритмичном повторении за диктором (в записи) или преподавателем слов или фраз английского языка под музыку.
Jazz Chants — это ритмичное представление языка, в котором связаны в единое целое ритмы разговорного американского варианта английского языка и ритмы традиционного американского джаза. Важно отметить, что Jazz Chants это не рэп, не детские стишки и не песни, в которых разговорный язык претерпевает изменения в угоду рифме. Ритм, ударение и интонация в Jazz Chants — точная копия того, что студент услышит от образованного носителя языка в непринуждённой беседе.

## Автор метода
Автором метода является Каролин Грэхем.
Она развивала свой метод в течение двадцати пяти лет работы в качестве преподавателя английского языка как иностранного в Институте Американского языка New York University (анг. American Language Institute of New York University). Она также преподавала в Гарварде и проводила семинары в NYU School of Education, Columbia Teachers College, а также в Токио и по всему миру. Кэролин Грэхэм является автором многочисленных книг, вышедших в Oxford University Press.

## Применение и распространение метода
На протяжении 80-х — 90-х годов метод Кэролин Грэхэм стремительно распространялся по всему миру вместе с методиками обучения английскому языку как иностранному. Сегодня Jazz Chants можно услышать по всему миру в сотнях и тысячах классах, где изучается английский язык.
Jazz Chants подходят студентам всех возрастов, они могут применяться и в работе с большими аудиториями. Они стимулируют работу в парах, а также ролевые игры.
Опыт показывает, что чанты хорошо работают на любом уровне и для любого возраста. В зависимости от методической задачи джазовые чанты используются на любом этапе урока: для фонетической зарядки — в начале урока, на этапе введения, первичного закрепления, а также тренировки лексического и грамматического материала, как средство релаксации в середине или в конце урока, когда необходима разрядка, снимающая напряжение и восстанавливающая работоспособность учащихся.

## Аспекты языка, которые развивает метод
Jazz Chants улучшают разговорный язык студентов — их произношение, грамматику, словарный запас, беглость речи и понимание на слух
.
Английские песни и jazz chant’ы помогают развить коммуникативные навыки учащихся.
Активное использование джазовых рифмовок на уроках иностранного языка способствует формированию коммуникативной компетенции в увлекательной форме; является стимулом развития воображения; способствует релаксации; помогает формировать духовную культуру; повышает мотивацию изучения иностранного языка; развивает умственные и психические способности; снимает психологические барьеры; создаёт благожелательную обстановку. Использование данной методики привело к повышению интереса к предмету, что показывает проведенное тестирование и постоянная готовность класса к уроку.
Такие культурно-музыкальные тренировки помогают ученикам, студентам, слушателям курсов усвоить тяжелую звуковую систему разговора, произношения и просто языка. Необходимые в жизни сложные фразы, которые сам не построишь и не переведешь (клише, которые просто необходимо изучить, знать и использовать), запоминаются под ритмичную музыку быстро и легко, и легко вспоминаются (услышал или вспомнил музыку — вспомнил фразу). То есть, память активизируется музыкальным ритмом.

## Воплощение метода
Каролин Грэхем опубликовала серию книг (в основном в Oxford University Press), магнитофонных записей и компакт-дисков. «Languages with Music» — это первые компьютерные обучающие программы, основанные на идеях Jazz Chants.